# Kieszenie pełne słońca
Kieszenie pełne słońca to singel zespołu Voo Voo pochodzący z albumu 21. Singel wydany został jako materiał promocyjny banku Dominet.

## Lista utworów
- Bang, Bang 2:00

Muzyka, słowa i wykonanie: Wojciech Waglewski.
Projekt okładki: Jarosław Koziara